# Санта-Марія (Кабо-Верде)
Санта-Марія (порт. Santa Maria) — рибальське та туристичне місто на півдні острова Сал, Кабо-Верде.

## Географічне розташування, загальні відомості
Санта-Марія є третім за величиною містом на Кабо-Верде і одним з небагатьох, що перевищують офіційну столицю острова Ешпаргуш за розміром і кількістю населення. Місто розташоване приблизно за 15 км на південь від міжнародного аеропорту імені Амілкара Кабрала (код IATA SID), головною міжнародної повітряної гавані Кабо-Верде, і є південним краєм асфальтованої дороги, що йде на північ до Ешпаргушу. Це один з найбільш економічно розвинених регіонів Кабо-Верде.
Велика частина території острова близько Санта-Марії плоска, суха й піщана, вкрита рідкісною рослинністю. Житловий район знаходиться біля берега океану. У 1990-х роках населення стало сильно зростати завдяки великому припливу туристів. Вулиці міста в плані становлять прямокутну мережу. На них розташовані готелі, пансіонати, ресторани, кав'ярні й крамниці (в основному, крамниці сувенірів).
Популярні туристичні активності включають в себе дайвінг, серфінг, віндсерфінг та кайтсерфінг.
15 вересня, в день Святої Марії, покровительки міста, проводиться щорічний фестиваль, що включає релігійні, спортивні та музичні заходи.

### Клімат
Місто знаходиться у зоні, котра характеризується кліматом тропічних пустель. Найтепліший місяць — вересень із середньою температурою 26.7 °C (80 °F). Найхолодніший місяць — лютий, із середньою температурою 21.1 °С (70 °F).
| Клімат Санта-Марії      | Клімат Санта-Марії | Клімат Санта-Марії | Клімат Санта-Марії | Клімат Санта-Марії | Клімат Санта-Марії | Клімат Санта-Марії | Клімат Санта-Марії | Клімат Санта-Марії | Клімат Санта-Марії | Клімат Санта-Марії | Клімат Санта-Марії | Клімат Санта-Марії | Клімат Санта-Марії |
| Показник                | Січ.               | Лют.               | Бер.               | Квіт.              | Трав.              | Черв.              | Лип.               | Серп.              | Вер.               | Жовт.              | Лист.              | Груд.              | Рік                |
| Абсолютний максимум, °C | 32                 | 30                 | 32                 | 32                 | 32                 | 33                 | 33                 | 32                 | 37                 | 33                 | 32                 | 30                 | 37                 |
| Середній максимум, °C   | 23                 | 23                 | 24                 | 24                 | 25                 | 26                 | 26                 | 28                 | 28                 | 28                 | 26                 | 25                 | 26                 |
| Середня температура, °C | 21                 | 21                 | 21                 | 22                 | 22                 | 23                 | 25                 | 26                 | 26                 | 26                 | 24                 | 22                 | 23                 |
| Середній мінімум, °C    | 18                 | 18                 | 18                 | 19                 | 20                 | 21                 | 22                 | 23                 | 24                 | 23                 | 21                 | 20                 | 21                 |
| Абсолютний мінімум, °C  | 12                 | 10                 | 12                 | 15                 | 15                 | 15                 | 17                 | 20                 | 20                 | 17                 | 17                 | 16                 | 10                 |
| Норма опадів, мм        | 0                  | 0                  | 0                  | 0                  | 0                  | 0                  | 0                  | 10                 | 30                 | 10                 | 0                  | 0                  | 80                 |
| Днів з опадами          | 3                  | 3                  | 4                  | 3                  | 4                  | 4                  | 5                  | 6                  | 7                  | 4                  | 4                  | 2                  | 49                 |
| ----------------------- | ------------------ | ------------------ | ------------------ | ------------------ | ------------------ | ------------------ | ------------------ | ------------------ | ------------------ | ------------------ | ------------------ | ------------------ | ------------------ |
| Джерело: Weatherbase    |                    |                    |                    |                    |                    |                    |                    |                    |                    |                    |                    |                    |                    |

## Найближчі населені пункти
- Мурдейра, на північ
- Ешпаргуш, на північ